# Bão Xynthia
Xynthia là một trận bão châu Âu lớn thổi qua Tây Âu ngày 26-28 tháng 2 năm 2010. Ở Pháp, các phòng dân sự mô tả trận bão là mãnh liệt nhất kể từ bão Lothar năm 1999-hơn 50 người chết, với thêm 12 người được cho là mất tích. Thêm sáu người nữa thiệt mạng tại Đức, ba người ở Tây Ban Nha, một ở Bồ Đào Nha và một ở Bỉ. Hầu hết những người thiệt mạng tại Pháp khi một cơn bão tăng mạnh nổi lên do sóng từ trường cao đến 7,5 m, ngay lúc thủy triều lên cao, phá thủng đê chắn biển ngoài khơi thị trấn ven biển L'Aiguillon-sur-Mer. Một khu vực dành cho nhà di động xây dựng gần đê chắn biển bị ảnh hưởng đặc biệt nặng nề. Bờ đê khoảng hai trăm năm tuổi, được xây dựng trong thời kỳ Napoléon; nhà phê bình cho rằng vị thế khu nhà di động quá gần bờ đê cho thấy các sự thực tiễn phát triển nghèo nàn ven biển. Cơn bão làm mất điện hơn 1 triệu ngôi nhà ở Pháp, và lên đến 1 triệu người tại Bồ Đào Nha cũng bị mất điện.

## Lịch sử khí tượng và ảnh hưởng của bão

Vòng lặp vệ tinh của bão

Một triệu ngôi nhà bị mất điện ở miền tây nước Pháp. Ở Hautes-Pyrénées, cây đổ làm hỏng xe cộ, mái nhà và chuồng trại bị thổi bay, và đá rơi xuống đường. Ở tỉnh Vendée, các thành phố như La Faute-sur-Mer, L'Aiguillon-sur-Mer, La Tranche-sur-Mer bị ngập lụt với mực nước lên tới 1,5 mét (4 ft 11 in). Lũ lụt ảnh hưởng đến một số khu vực của tỉnh Charente-Maritime (vùng ngoại ô La Rochelle, các thành phố Fouras, Marennes, Châtelaillon cũng như đảo Ré và đảo Oléron) nơi gió mạnh được ghi nhận (160 km/h [99 mph]).
Đường ray xe lửa bị ngập lụt dẫn đến hoạt động vận tải đường sắt ở Pháp và ở miền bắc Tây Ban Nha bị ảnh hưởng. 70 chuyến bay từ Sân bay Paris-Charles de Gaulle đã bị huỷ bỏ.
Cơn bão cũng gây ra thiệt hại ở Bồ Đào Nha và Tây Ban Nha. Sức gió giật mạnh nhất được ghi nhận ở Bồ Đào Nha là 166 km/h (103 dặm/giờ) trong khi ở Tây Ban Nha, sức gió giật là 228 km/h (142 dặm/giờ). Ở Pháp, sức gió giật là 241 km/h (150 dặm/giờ) được ghi nhận tại Pic du Midi.

## Phản ứng

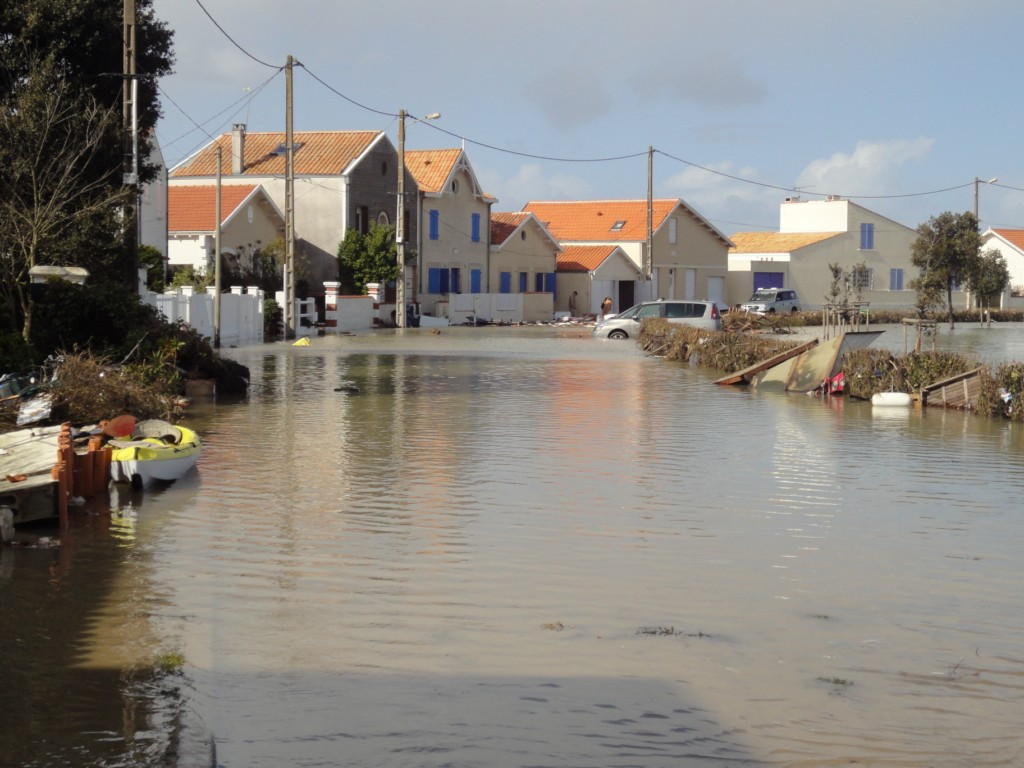
Ngập lụt do bão

Météo-France đã ban hành cảnh báo cao thứ hai (màu cam) vào ngày 27 tháng 2 và đầu ngày 28 tháng 2 cho Andorra, Ain, Ariège, Cantal, Finistère, Haute-Garonne, Gironde, Isère, Loire, Haute-Loire và Hautes-Pyrénées. Cơ quan này đã ban hành mức cảnh báo cao nhất (màu đỏ) cho Charente-Maritime, Vendée, Deux-Sèvres và Vienne.
Trực thăng đã được điều đến để giải cứu những người trên mái nhà sau trận lũ lụt ở Charente-Maritime và Vendée, Pháp. Một cuộc họp khẩn cấp đã được Thủ tướng Pháp François Fillon tổ chức vào ngày 28 tháng 2 sau những tác động của bão ở Pháp.
Viện Khí tượng Bồ Đào Nha đã ban hành cảnh báo đỏ cho các vùng phía bắc đất nước về sức gió lên tới 150 km/h (93 dặm/h), phần còn lại của đất nước được ban hành cảnh báo cam về sức gió giật lên tới 120 km/h (75 dặm/h).

## Gió mạnh nhất theo quốc gia
| Quốc gia       | Gió giật | Địa điểm               |
| -------------- | -------- | ---------------------- |
| Áo             | 166 km/h | Zugspitze              |
| Bỉ             | 136 km/h | Stavelot               |
| Cộng hoà Séc   | 165 km/h | Plešivec               |
| Đan Mạch       | 146 km/h | Nordborg               |
| Pháp           | 238 km/h | Pic du Midi de Bigorre |
| Đức            | 180 km/h | Brocken                |
| Italy          | 172 km/h | Adamello               |
| Liechtenstein  | 155 km/h | Eschen                 |
| Luxembourg     | 144 km/h | Wincrange              |
| Hà Lan         | 116 km/h | Vaalserberg            |
| Ba Lan         | 176 km/h | Śnieżka                |
| Thuỵ Điển      | 145 km/h | Karlskrona             |
| Thuỵ Sĩ        | 164 km/h | Säntis                 |
| Vương quốc Anh | 119 km/h | Bruray                 |